# Zhangfang, Peking
Zhangfang (kinesiska: 张坊, 张坊镇) är en köping i Kina. Den ligger i Fangshan i storstadsområdet Peking, i den norra delen av landet, omkring 72 kilometer sydväst om stadskärnan. Antalet invånare är 18 446. Befolkningen består av 9 174 kvinnor och 9 272 män. Barn under 15 år utgör 10,0 %, vuxna 15-64 år 78 %, och äldre över 65 år 11,0 %.